# 淀橋給水所
淀橋給水所（よどばしきゅうすいじょ、英称 Yodobashi Water Station）は、現在の東京都新宿区西新宿にある東京都水道局の給水所。
以前は有人で東京都水道局東村山浄水管理事務所技術課が統括していたが、現在は無人で本郷にある水運用センターが統括しており、機器類は水運用センター監視室から遠方監視制御している。本給水所は第一淀橋給水所及び第二淀橋給水所に分かれている。東京都庁舎（第2本庁舎）とは「水の橋」と呼ばれる歩道橋で結ばれており、第2本庁舎と新宿中央公園にはさまれた形で存在する。

## 概要
| 事業所名   | 第一淀橋給水所 Yodobashi Purification Plant    |
| 所在地     | 東京都新宿区西新宿二丁目10番1号                |
| 竣工       | 1964年12月24日                                 |
| 配水池容量 | 22,000m3(2池の有効容量)                        |
| 配水ポンプ | 渦巻ポンプ4台                                  |
| 用地面積   | 8,202m2                                        |
| 標高       | 配水池満水面＋40.99m、地盤高事務所付近＋36.40m |

| 事業所名   | 第二淀橋給水所 Yodobashi Purification Plant |
| 所在地     | 東京都新宿区西新宿2丁目10番1号              |
| 竣工       | 1972年6月                                   |
| 配水池容量 | 56,000m3(2池の有効容量)                     |
| 配水ポンプ | 渦巻ポンプ3台                               |
| 用地面積   | 17,216m2                                    |
| 標高       | 配水池満水面＋38.200m                       |

## 淀橋給水所の沿革

### 第一淀橋給水所
昭和40年（1965年）3月31日で淀橋浄水場が廃止となり、第二水道拡張事業において、淀橋浄水場の標準給水能力240,000m3が東村山浄水場に増設された。本給水所は朝霞浄水場及び東村山浄水場からの送水を新宿線、芝線、本郷線、高地線、笹塚本町線、千川線の各系統に送配水するための重要拠点である。

### 第二淀橋給水所
昭和43年（1968年）5月20日より第二次利根川系拡張事業の一環として都心を東西南北に横断縦断する配水本管のうち、東西幹線の給水所として設置された給水所であり、昭和47年（1972年）6月より給水を開始したものである。

## ギャラリー

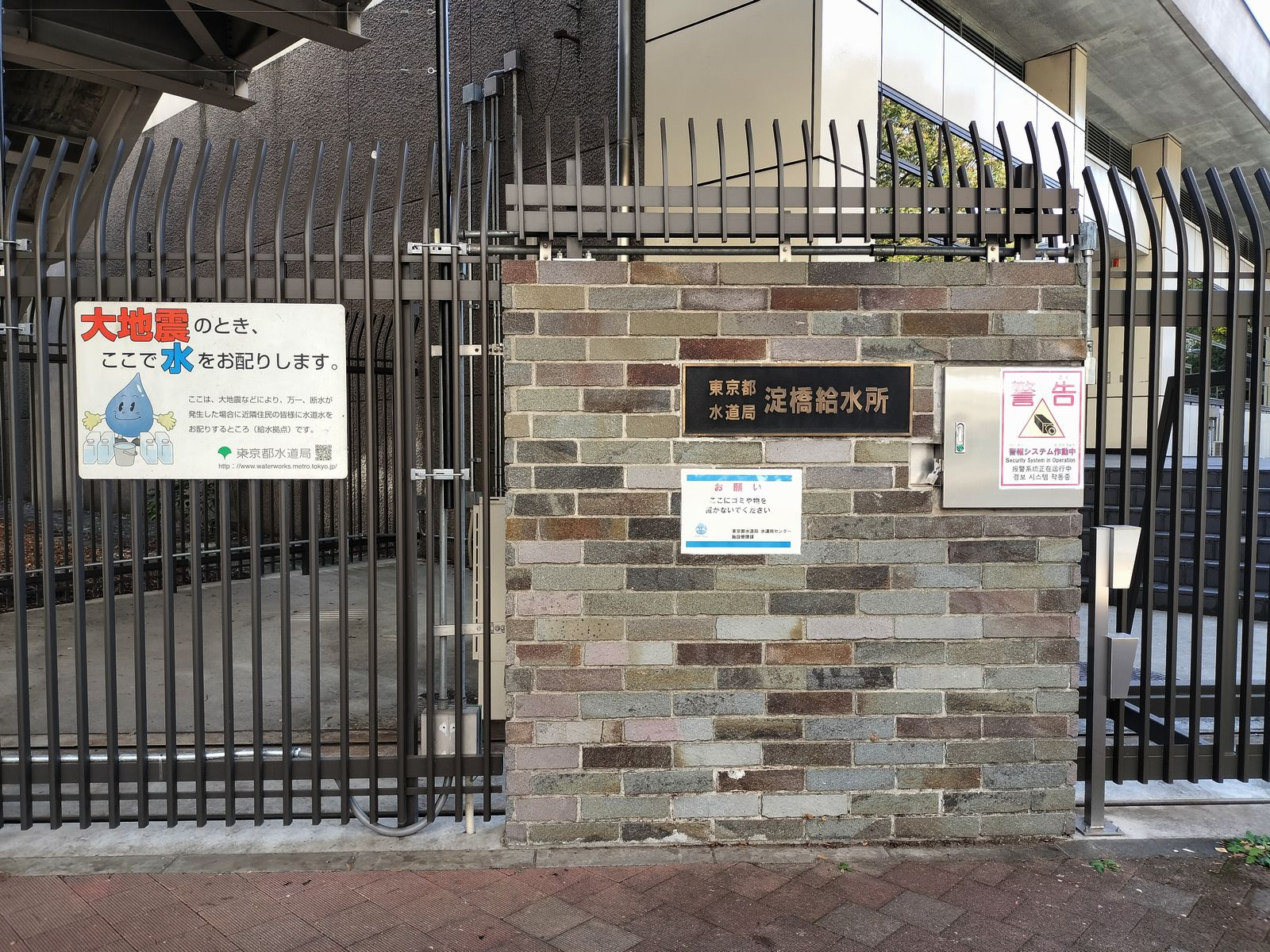
給水所の門
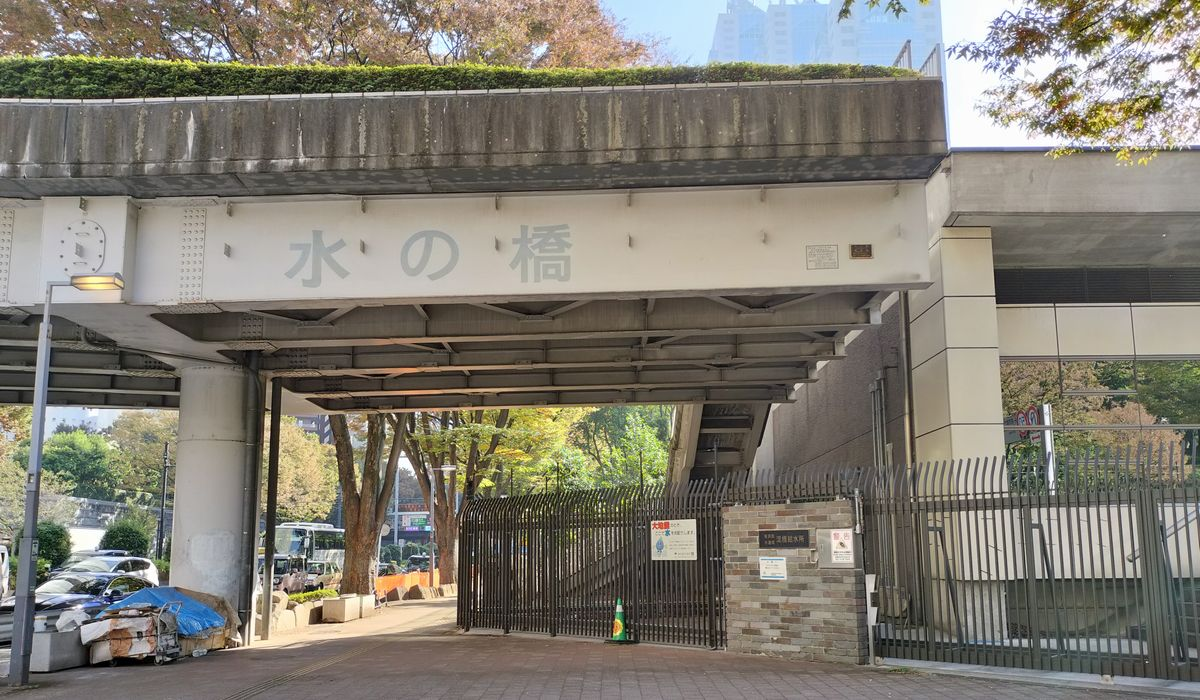
給水所の脇にかかる「水の橋」
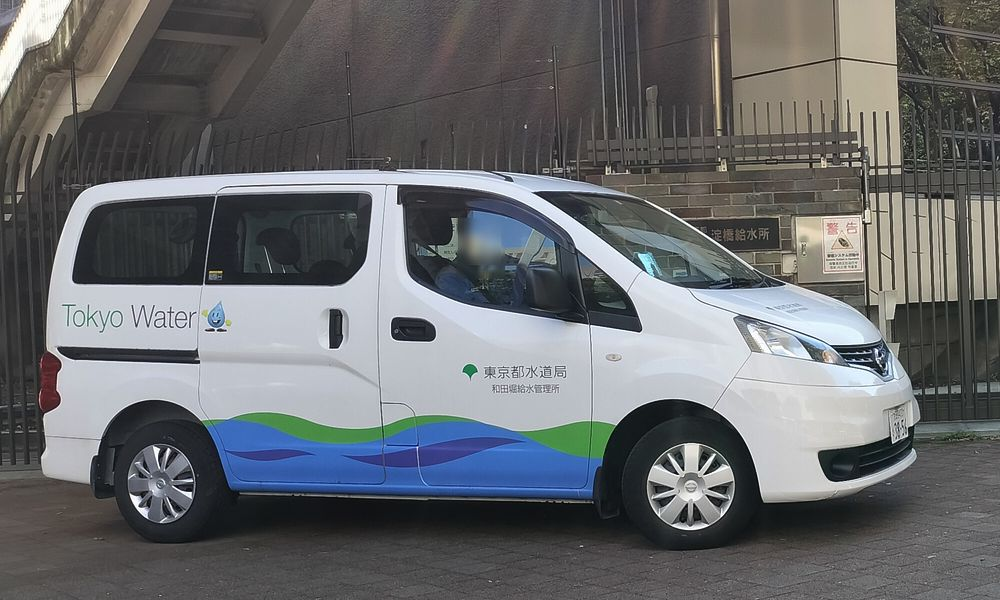
給水所を訪れた和田堀給水管理所の車両

## アクセス方法
- 鉄道
  - 都営地下鉄大江戸線都庁前駅A4出口下車。

東京都庁舎と新宿中央公園の間にある公園通りを直進し、中央公園南交差点を右折。徒歩3分。
- - JR東日本新宿駅西口下車。
  - 小田急小田原線新宿駅西口地上改札口または西口地下改札口下車。
  - 京王線新宿駅京王西口または広場口下車。
  - 京王新線新線新宿駅京王新線口下車。
  - 東京メトロ丸ノ内線新宿駅A12またはA14出口下車。
  - 都営新宿線新宿駅京王新線口下車。
  - 都営大江戸線新宿駅京王新線口または大江戸線改札B下車。
- バス

西口地下広場00都庁シャトルバスのりば
都営バス・京王電鉄バス（C・H01系統）新宿駅西口（地下）〜都庁循環に乗り、12分。都庁第二本庁舎停留所下車。
または都営バス（出入02系統）新宿車庫前行に乗り、4分。中央公園停留所下車。